# اونتیژا
اَونتیژا (به انگلیسی: Avantasia) یک اَبَرگروه هوی متال/پاور متال است که توسط توبایاس سامت که خواننده و مرد شماره یک گروه آلمانی ادگای می‌باشد، پایه‌گذاری گردیده‌است. نام پروژه از دو واژه «اَولان» (Avalon) و «فانتازیا» (Fantasia) و شرح عبارت «دنیایی ورای تصور آدمی» مرکب شده‌است. پروژه‌ای مرکب از یک عنوان، دو آلبوم کامل به نام اپرای متال (The Metal Opera)، دو کار اضافه (Extended Play) با نام گمشده در فضا (Lost in Space) و سه‌گانهٔ مترسک (Scarecrow trilogy) که شامل مترسک (The Scarecrow)، سمفونی گناهکار (The Wicked Symphony) و فرشتهٔ بابل (Angel of Babylon) می‌باشد.

## پیشینه

### اپرای متال (۱۹۹۹–۲۰۰۲)
در بهار ۱۹۹۹ هم‌زمان با تور آلبوم تئاتر رستگاری (Theater of Salvation) از گروه ادگای، توبایاس سامت شروع کرد به نوشتن ایده‌اش برای آلبوم اپرای متال، که طرحی با همکاری تعداد زیادی موزیسین مهمان بود. زمانی که تور به پایان رسید، او نیز طرحش را به پایان رسانید با جذب متالیست‌های سرشناس همچون مایکل کیسک (Michael Kiske)، آندره میتوس (Andre Matos)، کای هانسن (Kai Hansen) و راب راک (Rob Rock) (و گروه‌های دیگری نظیر اکسل رودی پل (Axel Rudi Pell)، آنجلیکا، ورریور، درایور و ایمپلیتریک). پروژه با هستهٔ اصلی خود که متشکل از چهار نفر بود-سامت نوازنده کیبورد و تنظیم‌کننده ارکستر، هنجو ریکتر نوازنده گیتار، مارکوس گراس کوپف نوازنده بیس و الکس هُلزارس نوازنده درام- شروع به ضبط شدن کرد. در سال ۲۰۰۱ اولین فول آلبوم با نام اپرای متال منتشر شد و پروژه در سپتامبر ۲۰۰۲ با انتشار متال اپرای ۲ کامل گردید.

### مترسک (۲۰۰۶–۲۰۰۸)
در انتهای سال ۲۰۰۶ سامت شایعات رو دربارهٔ سومین آلبوم استودیویی اَونتیژا که قرار بود در سال ۲۰۰۸ منتشر بشود را تأیید کرد. در ۲۴ مارس ۲۰۰۷ نام مترسک برای آلبوم جدید، تأیید شد. مترسک تم داستانی جدیدی را دنبال می‌کند و کاملاً بی ارتباط به آلبوم‌های قبلی هست و می‌گوید از یک مترسک تنها که به دنبال همنوعانش می‌گردد. آلبوم در ۲۵ ژانویه ۲۰۰۸ با همراهی مهمان‌های ویژه‌ای انتشار یافت، که از جملهٔ آن‌ها می‌توان به رادولف شینکر، ساشا پیس، درامر اریک سینگر؛ و خوانندگانی نظیر باب کَتلی، جورن لند، مایکل کیسک، آلیس کوپر، روی کان، آماندا سامرویل و الیور هارتمن اشاره کرد.

### تور جهانی مترسک (۲۰۰۸)
بعد از انتشار مترسک از توبایاس سامت دعوت شد برای رهبری در فستیوال شهر واکن که در فضای باز برگزار می‌گردد، که گیتاریست گروه ساشا پیس، سامت را متقاعد کرد برای رهبری ۱۳ اجرا که بین تاریخ ۵ ژوئیه تا ۱۳ آگوست بود. اجراها در فستیوال اربابان راک و فستیوال فضای باز واکن ضبط شدند و بعدها در مارس ۲۰۱۱ در یک دی وی دی مستند به نام اپرای پرواز به انتشار رسیدند.

### سمفونی گناهکار و فرشته بابل (۲۰۰۹–۲۰۱۰)
در نوامبر ۲۰۰۹ سامت انتشار دو آلبوم تازه، به نام‌های سمفونی گناهکار و فرشته بابل را در آینده نزدیک اعلام کرد، که این دو آلبوم در تاریخ ۳ آوریل ۲۰۱۰ منتشر گردیدند. داستان این دو آبوم ادامهٔ داستان مترسک بود که معمولاً به این سه آلبوم در کنار یکدیگر سه گانهٔ گناهکار می‌گویند. برخی از مهمان‌های ویژه که در این دو آلبوم همکاری کرده‌اند عبارتند از: درامرها اریک سینگر، الکس هُلزارس، فیلیکس بانک، نوازندگان کیبورد جنس جانسون از استَرُوُریِس، و نیز خوانندگان مایکل کیسک، باب کَتلی، جورن لند، تیم ریپر اوئنس، کلائوس ماین، راسل آلن، آندره میتوس و جان اُلایوا.

### تور شهری اپرای متال (۲۰۱۰–۲۰۱۱)
تورهای کوتاهی در طول دسامبر ۲۰۱۰ برگزار گردیدند به استثناء یکی از آن‌ها که در فستیوال فضای باز واکن در ۶ آگوست همان سال برگزار گردید. کنسرت برای مدت ۳ ساعت به طول انجامید در حالی که بسیاری از بلیط‌های آن روز قبل به فروش رفته بود. گروه تقریباً همان گروه در تور مترسک که در سال ۲۰۰۸ برگزار گردید بود، به استثناء چند تغییر کوچک. آماندا سامرویل تنها خوانندهٔ زن بود. در تور ۲۰۰۸ کلودی یانگ نیز در کنار آماندا می‌خواند اما در این زمان روی صحنه ظاهر نشد. تغییر دیگر نبود آندره میتوس بود، او با خوانندهٔ گروه هالووین، مایکل کیسک جایگزین شد. با شرکت کای هانسن در این تور، لحظات زیادی بود که دو خوانندی گروه هالووین به تنهایی صحنه را با یکدیگر سهیم می‌شدند.
هر دو تور توسط آماندا سامرویل به صورت مستند در کانال یوتوب‌اش قرار گرفت. فیلم‌ها لحظاتی مختلف و جالب از پشت صحنهٔ تورها، اعم از تمرین‌ها، لغو شدن پروازها، یا مسافرت گروه با قطار معمولی را نشان می‌دهند.

## اعضا

### اعضای همیشگی/سه‌گانه گناهکار
- توبایاس سامت
  - خواننده اصلی (۱۹۹۹-اکنون)
  - گیتار بیس (۲۰۰۷-اکنون)
  - کیبورد (۱۹۹۹–۲۰۰۲)
- ساشا پیس
  - گیتار (۲۰۰۶-اکنون)
  - آهنگساز (۲۰۰۶-اکنون)
- اریک سینگر
  - درام (۲۰۰۲، ۲۰۶۶-اکنون)
  - خواننده (۲۰۰۷)
- مایکل رودنبرگ
  - کیبورد (۲۰۰۶-اکنون)
  - رهبر ارکستر (۲۰۰۶-اکنون)

### اعضای اپرای متال
- هنجو ریکتر - گیتار (۲۰۰۰–۲۰۰۲، ۲۰۰۷–۲۰۰۸، ۲۰۱۰)
- مارکوس گراس کوپف - گیتار بیس (۲۰۰۰–۲۰۰۲)
- الکس هُلزارس - درام (۲۰۰۰–۲۰۰۲، ۲۰۰۹–۲۰۱۰)

### تور جهانی مترسک (۲۰۰۸)
- توبایاس سامت - خواننده
- آندره میتوس - خواننده
- جورن لند - خواننده
- کای هانسن - خواننده (تنها اجراهای اروپا)
- باب کَتلی - خواننده (تنها اجراهای اروپا و آسیا)
- الیور هارتمن - خواننده و گیتار
- آماندا سامرویل - خواننده و همخوان
- کلودی یانگ - همخوان
- ساشا پیس - گیتار
- رابرت هانک - بیس
- مایکل رودنبرگ - کیبورد
- فیلیکس بانک - درام

### تور شهری اپرای متال (۲۰۱۰)

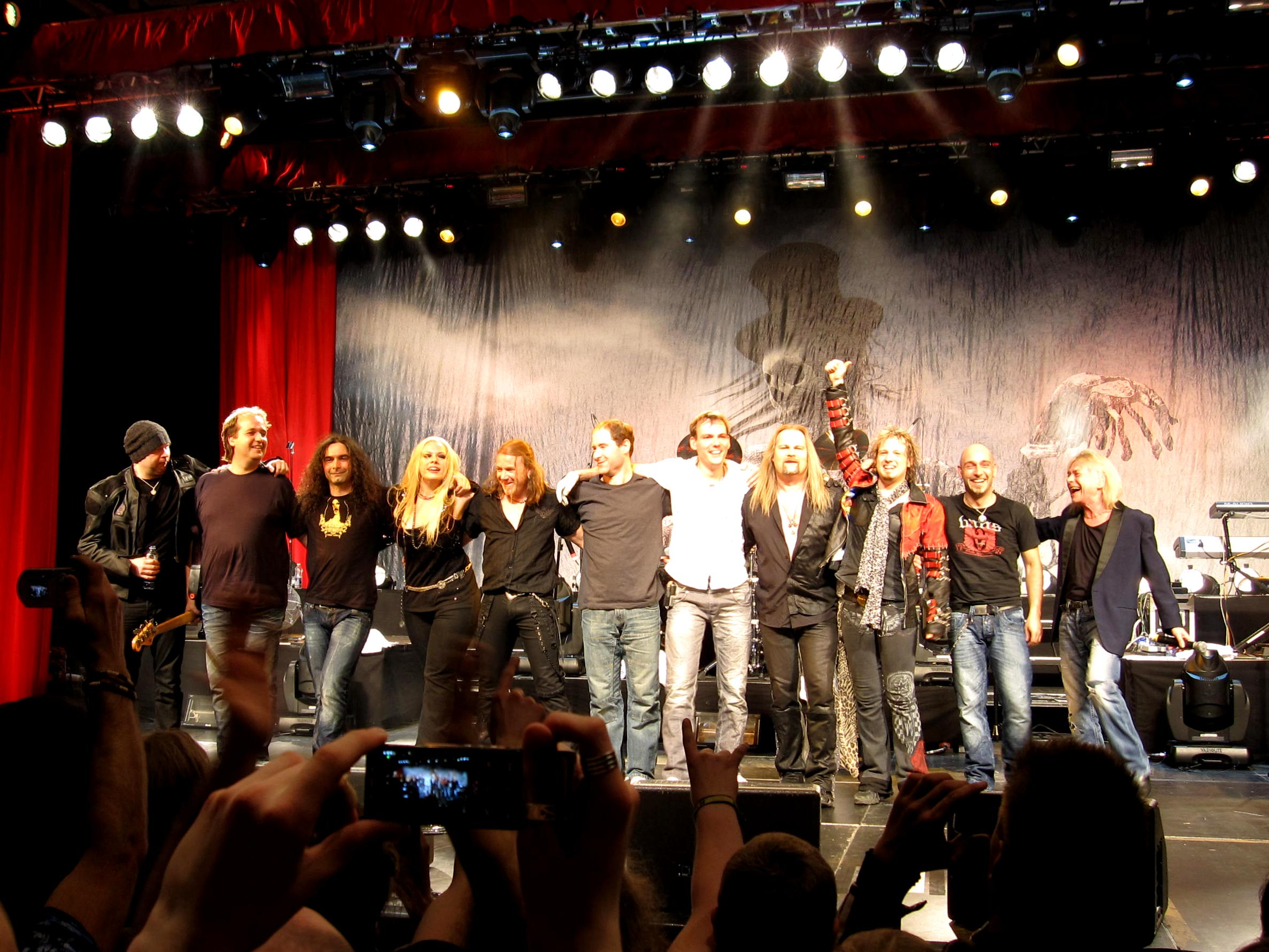
اَونتیژا ۲۰۱۰، استکهلم (سوئد)

- توبایاس سامت - خواننده
- مایکل کیسک - خواننده
- جورن لند - خواننده
- باب کَتلی - خواننده
- کای هانسن - خواننده و گیتار
- الیور هارتمن - خواننده و گیتار
- آماندا سامرویل - خواننده
- ساشا پیس - گیتار
- مایکل رودنبرگ - کیبورد
- رابرت هانک - بیس
- فیلیکس بانک - درام

## آثار

### آلبوم‌های استودیویی
- اپرای متال:
  - بخش اول - ۲۰۰۱
  - بخش دوم - ۲۰۰۲
- سه‌گانهٔ گناهکار:
  - بخش اول: مترسک - ۲۰۰۸
  - بخش دوم: سمفونی گناهکار - ۲۰۱۰
  - بخش سوم: فرشتهٔ بابل - ۲۰۱۰

### آلبوم‌های زنده
- اپرای پرواز - ۲۰۱۱

### کارهای اضافه
- گمشده در فضا بخش اول - ۲۰۰۷
- گمشده در فضا بخش دوم - ۲۰۰۷

### تک‌آهنگ‌ها
- اَونتیژا - ۲۰۰۰
- گمشده در فضا (تک آهنگ تبلیغاتی) - ۲۰۰۷
- مرا ببر به سوی دیگر (تک آهنگ تبلیغاتی) - ۲۰۰۷

### جمع‌آوری‌ها
- اپرای متال: بخش اول و دوم ـ ویرایش طلایی - ۲۰۰۸
- گمشده در فضا بخش اول و دوم - ۲۰۰۸